# Brunnenstraße 9–20, 23 (Braschwitz)

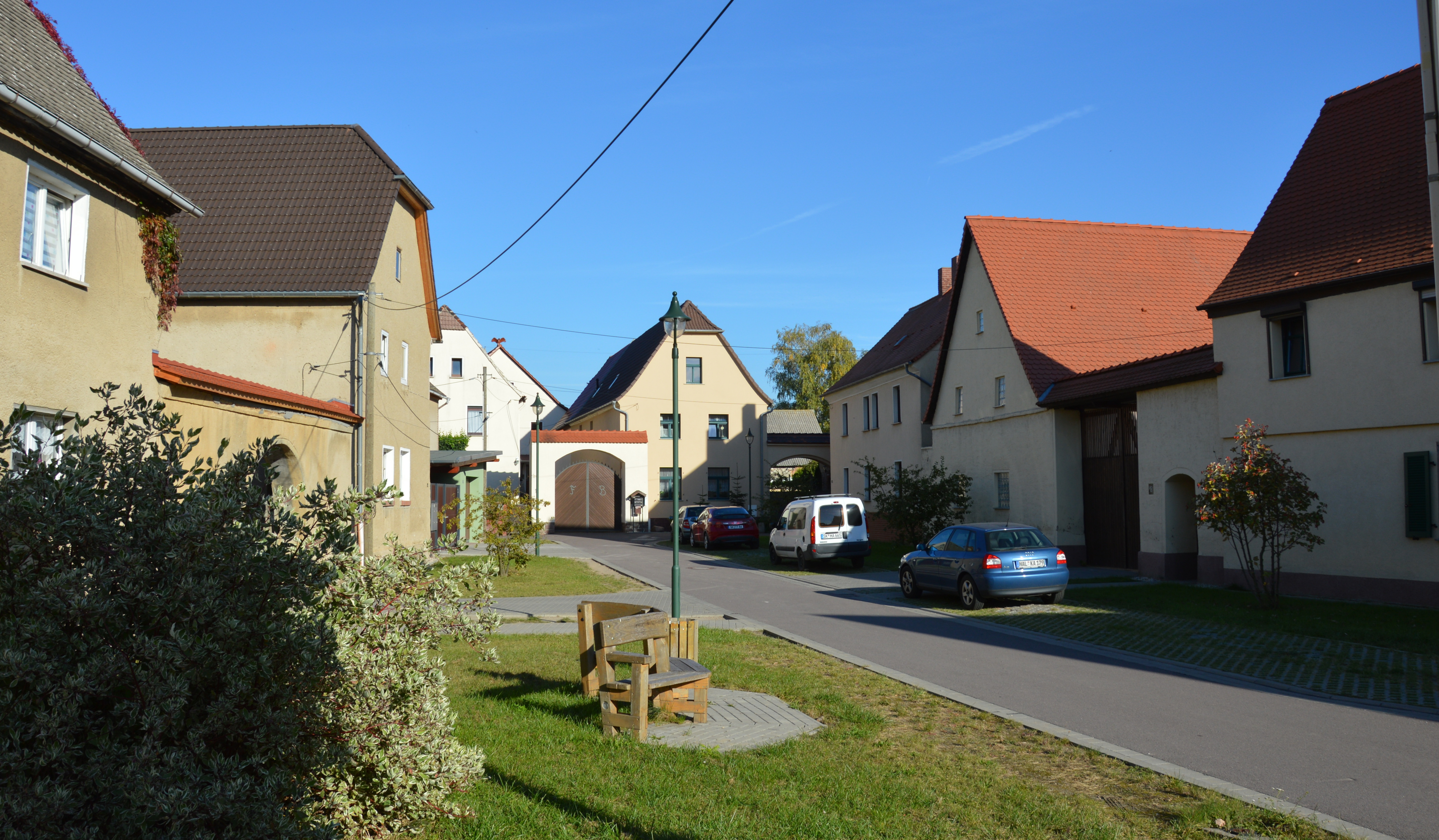
Denkmalbereich Brunnenstraße

Brunnenstraße 9-20, 23 ist die Bezeichnung eines denkmalgeschützten Straßenzuges im zur Stadt Landsberg gehörenden Dorf Braschwitz in Sachsen-Anhalt.

## Lage
Der Straßenzug befindet sich in der Ortsmitte des Dorfes und ist im Denkmalverzeichnis der Stadt Landsberg unter der Erfassungsnummer 094 55188 als Denkmalbereich eingetragen.

## Architektur und Geschichte
Der denkmalgeschützte Bereich umfasst die um einen Platz angeordnete Bebauung aus dem 19. Jahrhundert. Darunter mehrere zweigeschossige Wohnhäuser die zum Teil mit dem Giebel, zum Teil mit ihrer Traufseite zum Platz hin angeordnet und mit Krüppelwalmdächern bedeckt sind. Zu den Bauten gehört auch die ehemalige Schule des Dorfes in unmittelbarer Nähe des Kirchhofs.
Im 1997 veröffentlichten Denkmalverzeichnis wird der denkmalgeschützte Bereich mit Brunnenstraße 3, 4, 8-10, 18, 19, 23 angegeben. Im 2015 veröffentlichten Denkmalverzeichnis wird hinter der Nummer 20 ohne Denkmalwert vermerkt.